# Rolf von Bahr

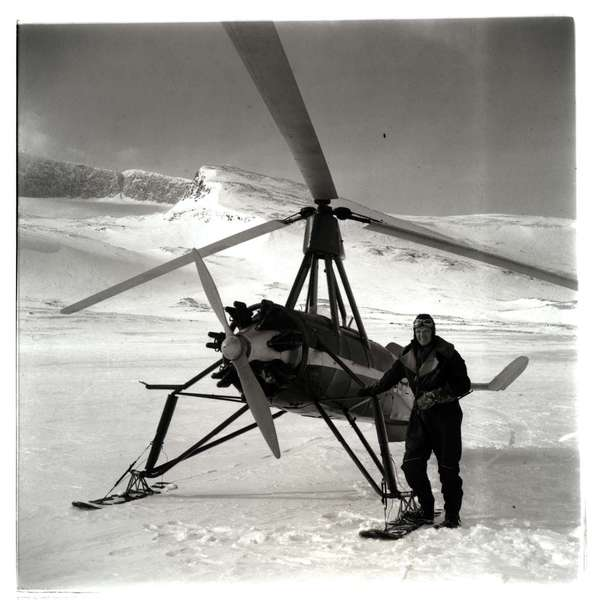
Rolf von Bahr med autogiron SE-AEA i Jämtlandsfjällen 1939
Foto: K.W. Gullers.

Rolf Lars Adolfsson von Bahr, född 6 februari 1912i Stockholm, Skeppsholms församling, död 25 mars 1988, var en svensk ingenjör och pionjärflygare av autogiro. 
von Bahr innehade svenskt trafikflygarecertifikat B 29, utfärdat den 25 april 1934 och mekanikercertifikat nr M 82, utfärdat den 23 oktober 1937. Han tog flygcertifikat som yrkespilot i Storbritannien 1933. Han anställdes 1934 i bröderna Theodor och Henrik Diedens nygrundade AB Autogiro Agenturen i Örebro. Han leveransflög den första autogiron i Sverige till det privata flygfältet på Karlslunds herrgård i mars 1934. Denna var en av brittiska A.V. Roe & Co(Avro) licenstillverkad Cierva C.19. När bröderna Dieden avslutade sin flygverksamhet, drev Rolf von Bahr den vidare, från 1945 under namnet AB Helikopterflyg. 
von Bahr flög med autogiror, huvudsakligen Cierva C.30, bland annat turister i de svenska fjällen från Storlien. Under andra världskriget var han under sex år anlitad av Öresunds marindistrikt att utföra spaningsflygning för den svenska marinen efter minor utefter den skånska kusten mellan Smygehuk och Hallands väderö]. Under dessa för dessa uppdrag havererade han två gånger över öppet hav i Öresund, varvid flygplanen sjönk, men han själv överlevde.
Efter andra världskriget gick han över till helikopterflygning och hans kvarvarande tre autogiron såldes 1949 till Örebro Bil- och Flygklubb. När flygklubben senare 1960 avvecklade sina autogiror, köpte von Bahr tillbaka en av dem. En av dem, SE-AFI, finns numera på Aviodrome i Lelystad i Nederländerna och en, SE-AZB, på Royal Air Force Museum London på Hendon Aerodrome i Storbritannien.
En av von Bahrs första autogiror, SE-AEA, finns bevarad på Tekniska museet i Stockholm efter en donation av von Bahr 1948.

## Bildgalleri

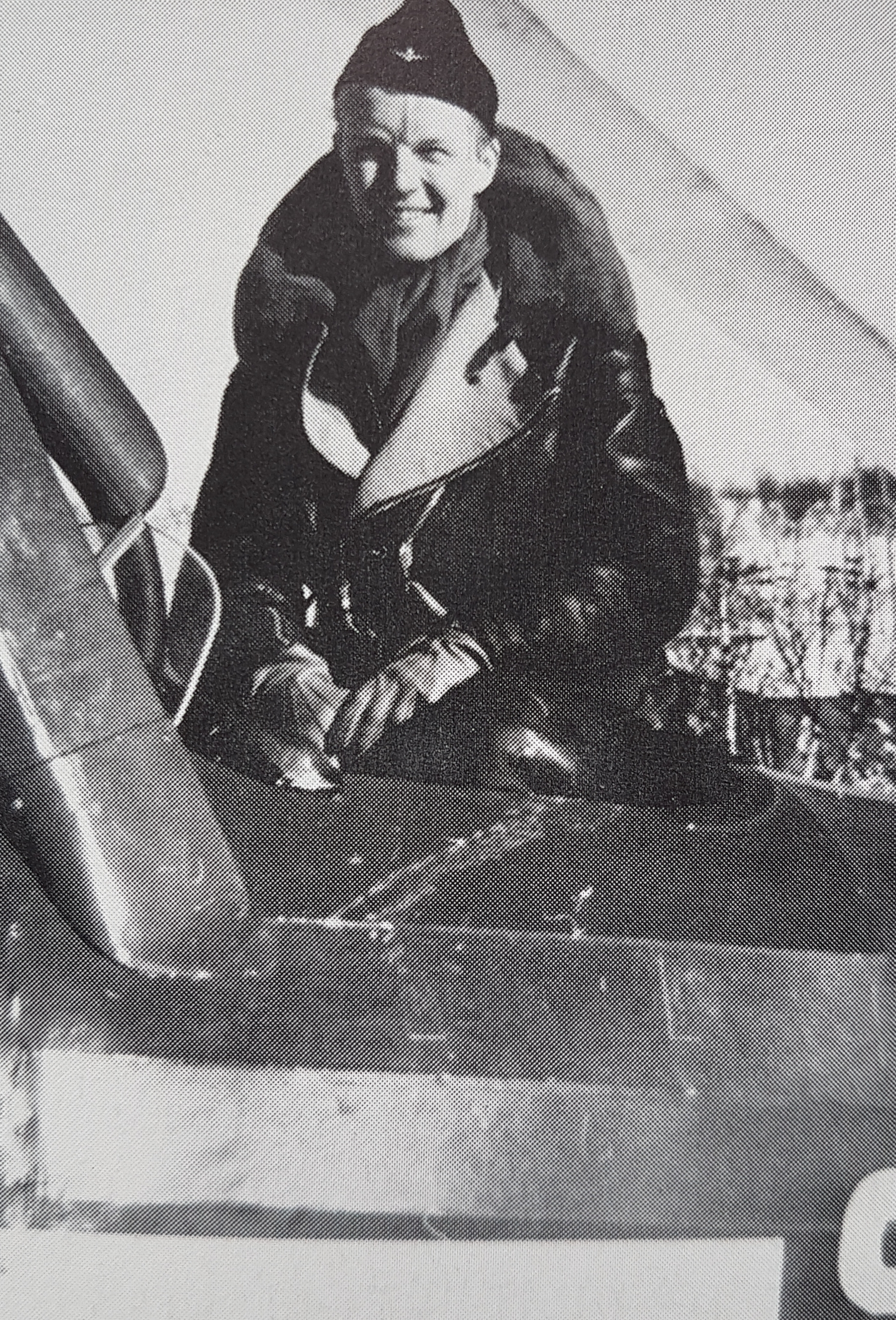
Rolf von Bahr
Autogiron SE-AEA och isbrytaren Göta Lejon i början av 1940-talet
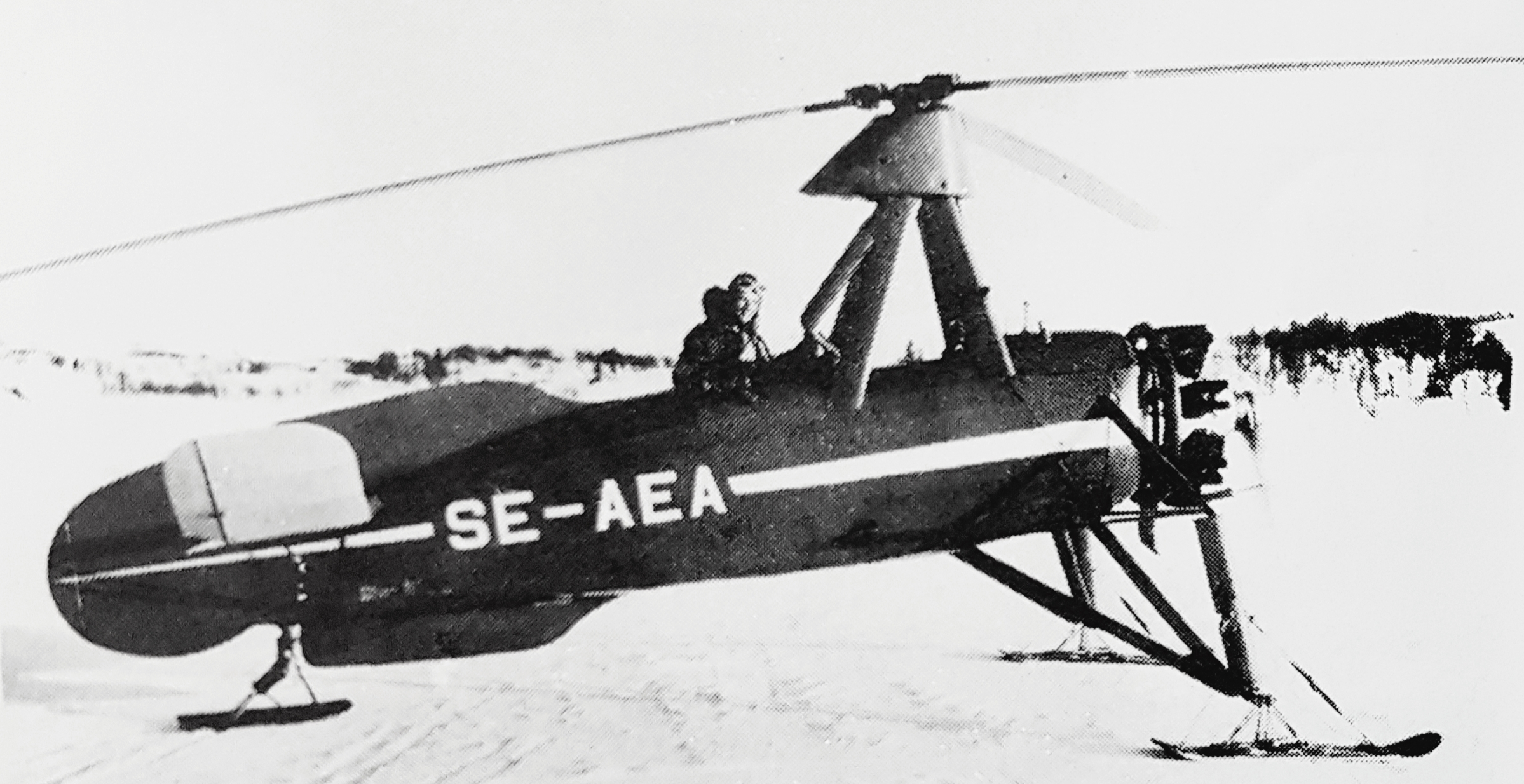
Rolf von Bahr i SE-AEA
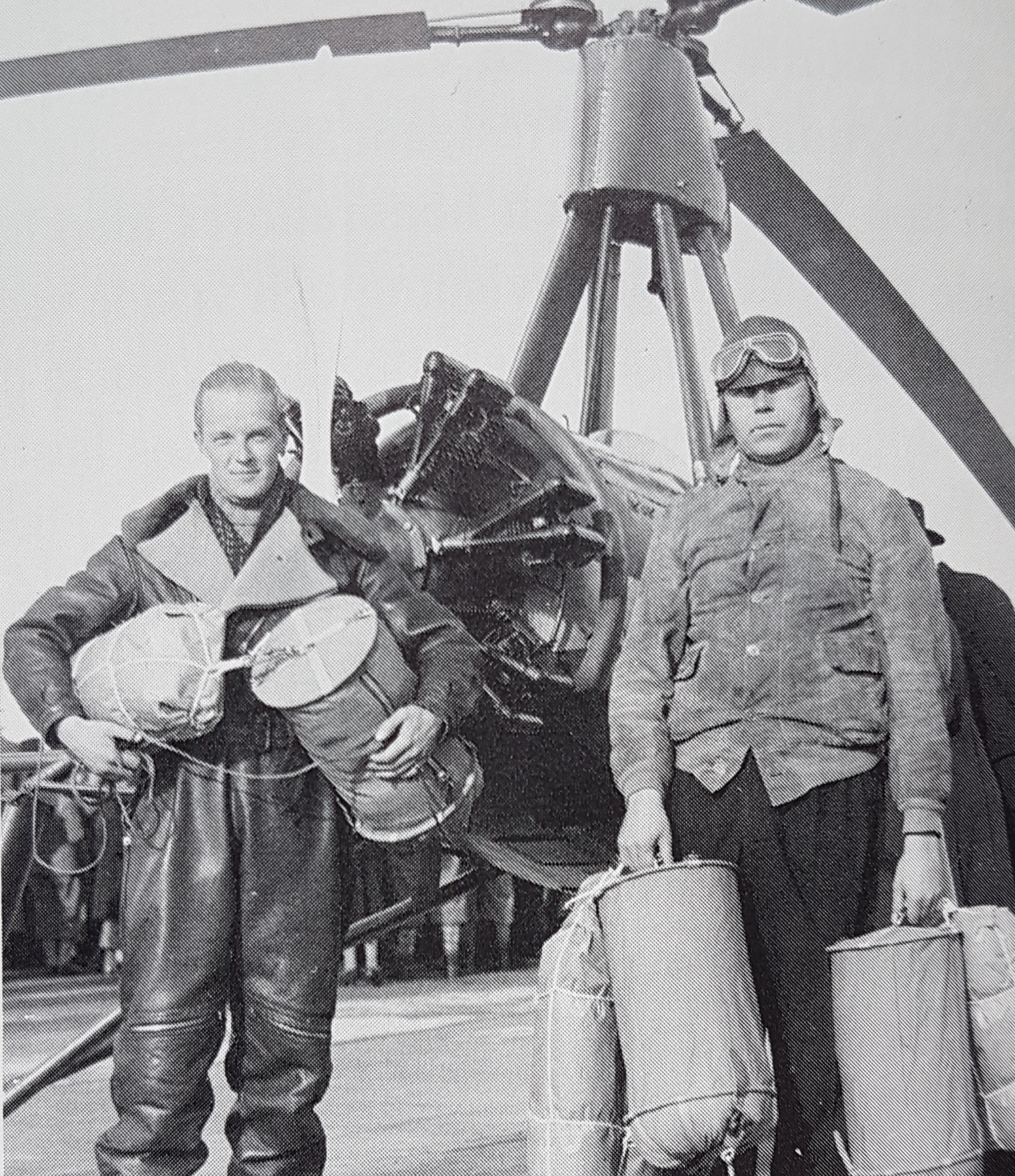
Rolf von Bahr och Alvar Zacke
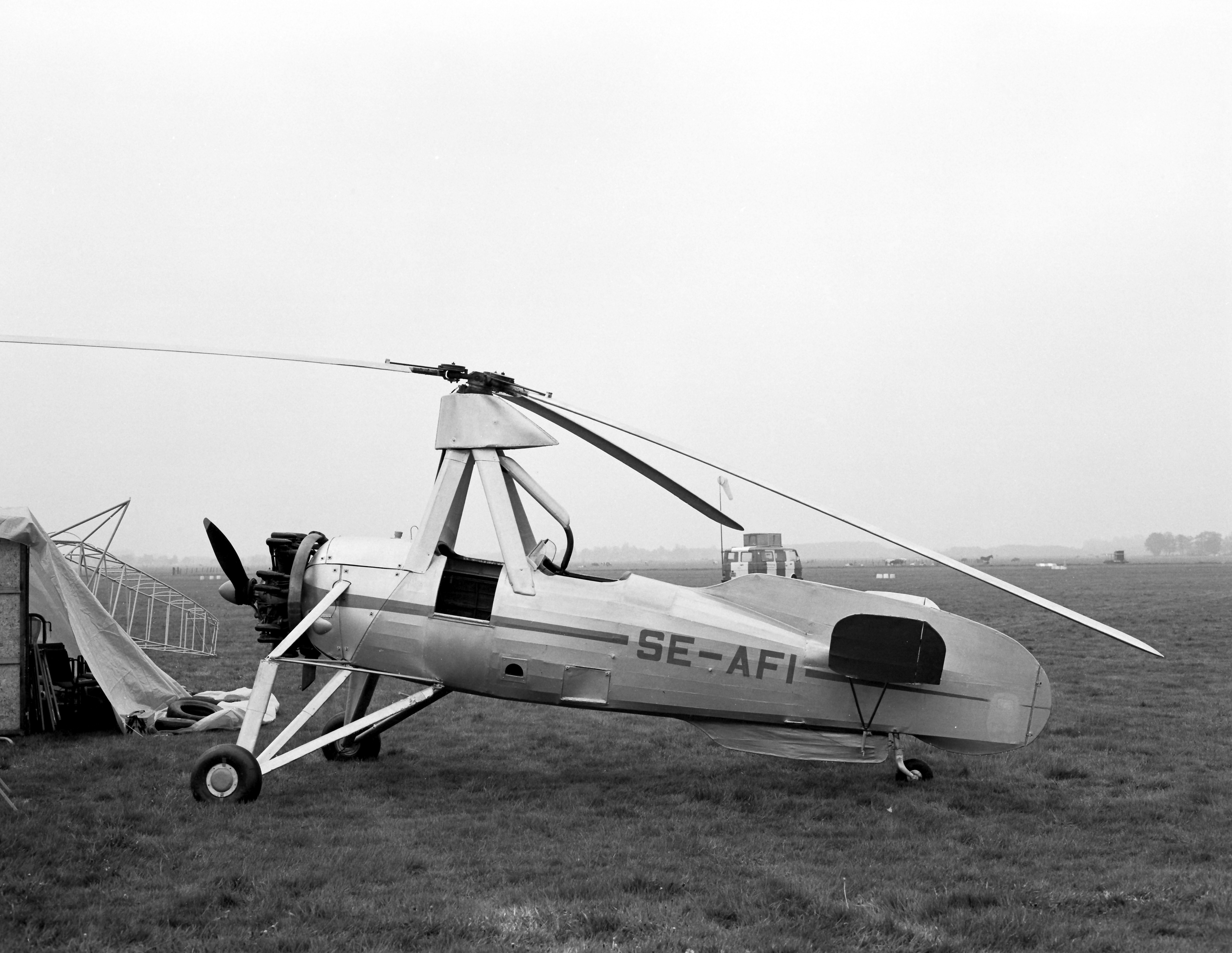
Autogiron SE-AFI på flygfältet i Hilversum i Nederländerna, 1984